# Diocesi di Concordia
La diocesi di Concordia (in latino Dioecesis Foroconcordiana) è una sede della Chiesa cattolica in Argentina suffraganea dell'arcidiocesi di Paraná. Nel 2023 contava 296.500 battezzati su 328.700 abitanti. È retta dal vescovo Gustavo Gabriel Zurbriggen.

## Territorio
La diocesi comprende quattro dipartimenti della provincia di Entre Ríos: Colón, Concordia, Federación e San Salvador, nonché una parte del dipartimento di Federal.
Sede vescovile è la città di Concordia, dove si trova la cattedrale di Sant'Antonio di Padova.
Il territorio si estende su 15.000 km² ed è suddiviso in 30 parrocchie.

## Storia
La diocesi è stata eretta il 10 aprile 1961 con la bolla Dum in nonnullis di papa Giovanni XXIII, ricavandone il territorio dall'arcidiocesi di Paraná.
L'8 settembre 1980, con la lettera apostolica Venerabilis Frater, papa Giovanni Paolo II ha confermato la Beata Maria Vergine Immacolata della Concordia (Beata Maria Virgo Immaculata a concordia) patrona principale della diocesi.

## Cronotassi dei vescovi
Si omettono i periodi di sede vacante non superiori ai 2 anni o non storicamente accertati.
- Ricardo Rösch † (12 giugno 1961 - 21 agosto 1976 deceduto)
- Adolfo Gerstner † (24 gennaio 1977 - 2 maggio 1998 ritirato)
- Héctor Sabatino Cardelli † (2 maggio 1998 - 21 febbraio 2004 nominato vescovo di San Nicolás de los Arroyos)
- Luis Armando Collazuol (21 luglio 2004 - 21 giugno 2023 ritirato)
- Gustavo Gabriel Zurbriggen, dal 21 giugno 2023

## Statistiche
La diocesi nel 2023 su una popolazione di 328.700 persone contava 296.500 battezzati, corrispondenti al 90,2% del totale.
| anno | popolazione | popolazione | popolazione | presbiteri | presbiteri | presbiteri | presbiteri                | diaconi | religiosi | religiosi | parrocchie |
| anno | battezzati  | totale      | %           | numero     | secolari   | regolari   | battezzati per presbitero | diaconi | uomini    | donne     | parrocchie |
| ---- | ----------- | ----------- | ----------- | ---------- | ---------- | ---------- | ------------------------- | ------- | --------- | --------- | ---------- |
| 1961 | ?           | 190.000     | ?           | 25         | 20         | 5          | ?                         |         | 5         |           | 12         |
| 1970 | 190.000     | 208.000     | 91,3        | 46         | 29         | 17         | 4.130                     |         | 19        | 120       | 13         |
| 1976 | 220.000     | 250.000     | 88,0        | 49         | 43         | 6          | 4.489                     |         | 14        | 117       | 23         |
| 1980 | 229.000     | 261.000     | 87,7        | 42         | 35         | 7          | 5.452                     |         | 14        | 106       | 23         |
| 1990 | 238.000     | 269.000     | 88,5        | 46         | 38         | 8          | 5.173                     |         | 14        | 106       | 23         |
| 1999 | 254.000     | 289.000     | 87,9        | 47         | 44         | 3          | 5.404                     |         | 4         | 127       | 28         |
| 2000 | 233.000     | 265.000     | 87,9        | 45         | 42         | 3          | 5.177                     |         | 4         | 115       | 29         |
| 2001 | 232.000     | 265.000     | 87,5        | 44         | 41         | 3          | 5.272                     |         | 4         | 101       | 29         |
| 2002 | 243.000     | 270.000     | 90,0        | 46         | 40         | 6          | 5.282                     |         | 8         | 101       | 29         |
| 2003 | 265.000     | 270.000     | 98,1        | 47         | 41         | 6          | 5.638                     |         | 10        | 101       | 29         |
| 2004 | 265.000     | 275.000     | 96,4        | 46         | 41         | 5          | 5.760                     |         | 9         | 101       | 29         |
| 2006 | 272.000     | 303.000     | 89,8        | 48         | 45         | 3          | 5.666                     |         | 3         | 24        | 30         |
| 2013 | 292.700     | 324.000     | 90,3        | 48         | 48         |            | 6.097                     |         | 4         | 50        | 30         |
| 2016 | 301.739     | 334.591     | 90,2        | 44         | 44         |            | 6.857                     |         |           | 38        | 30         |
| 2019 | 311.160     | 345.000     | 90,2        | 46         | 46         |            | 6.764                     | 4       |           | 37        | 30         |
| 2021 | 291.200     | 322.900     | 90,2        | 47         | 46         | 1          | 6.195                     | 4       | 1         | 27        | 30         |
| 2023 | 296.500     | 328.700     | 90,2        | 46         | 45         | 1          | 6.445                     | 4       | 1         | 26        | 30         |